# Sacerdoti del Santissimo Sacramento
I Sacerdoti del Santissimo Sacramento sono un istituto religioso di diritto diocesano; i membri della congregazione sono detti comunemente petrini o eucaristini.

## Storia
La congregazione fu fondata dal sacerdote ceco Václav Klement Petr: vicerettore e direttore spirituale del seminario di České Budějovice, dopo un pellegrinaggio a Roma e un'udienza da papa Leone XIII diede inizio, l'8 settembre 1888, a una congregazione di sacerdoti sul modello dei sacramentini di Pier Giuliano Eymard.
L'istituto godette sin dall'inizio del sostegno delle autorità civili (nel 1895 ricevette una visita e finanziamenti da Francesco Giuseppe) e nel 1914 fu approvato dal vescovo di České Budějovice.

## Attività e diffusione
Le finalità della congregazione sono la promozione del culto eucaristico, l'educazione della gioventù e il ministero pastorale.
I petrini si diffusero rapidamente: sorsero comunità a Svatý Kámen, Písek, Volsovy, Brno e Bruntál, che però furono disperse con l'avvento del regime comunista. I membri della congregazione furono internati. 
L'attività riprese regolarmente dopo la Rivoluzione di velluto: i petrini operano a České Budějovice, dove si trova la sede della prepositura generale, a Písek e a Brno.